# Adoretus melvillensis
Adoretus melvillensis är en skalbaggsart som beskrevs av Lea 1919. Adoretus melvillensis ingår i släktet Adoretus och familjen Rutelidae. Inga underarter finns listade i Catalogue of Life.